# Federação de Órgãos para Assistência Social e Educacional
A Federação de Órgãos para Assistência Social e Educacional é uma associação brasileira, com sede central no Rio de Janeiro  fundada em 1961 e que é a mais antiga ONG do Brasil em atividade.[carece de fontes?]
A ONG desenvolve, acompanha e apoia projetos de organização e desenvolvimento local, comunitário e associativo.  Em sua atuação, constitui e fortalece grupos sociais e populações como sujeitos políticos, a exemplo de jovens, mulheres, quilombolas, ribeirinhos e agricultores familiares.
A FASE atua diretamente na proposta de políticas públicas, por meio de conselhos, como o Conselho Nacional de Segurança Alimentar (Consea) e o Conselho Nacional das Cidades (ConCidades).
Foi uma das fundadoras e hoje é associada à Associação Brasileira de ONGs (ABONG).